# Мерішору-де-Мунте
Мерішору-де-Мунте (рум. Merișoru de Munte) — село у повіті Хунедоара в Румунії. Входить до складу комуни Чербел.
Село розташоване на відстані 309 км на північний захід від Бухареста, 19 км на захід від Деви, 128 км на південний захід від Клуж-Напоки, 111 км на схід від Тімішоари.

## Населення
За даними перепису населення 2002 року у селі проживала 21 особа, усі — румуни. Усі жителі села рідною мовою назвали румунську.